# メディカルトライコーダー
メディカルトライコーダーは『スタートレック』シリーズに登場する架空の診断装置。

## 概要
『スタートレック』シリーズで登場するトライコーダーの一種の携帯式の診断装置で劇中でレナード・マッコイ医師が使用するが、彼自身はメディカルトライコーダーによる診断に全幅の信頼を置いている訳ではない事が、劇中の描写で示される。聴診器のようにプローブを患者にあてるだけで、診断結果が表示される。
これまでにも非浸襲の診断装置の理想的な形態の比喩として使用されており、様々な文献に引用される。
未来の技術で開発された架空の装置ではあるものの、スタートレックの劇中で使用される装置の中で実現が早くから望まれているアイテムの一つで近年、情報通信技術の発展に伴い、理想的な診断装置として実現に向けて各国で開発が進められつつある。

## Tricorder X Prize
近年、メディカルトライコーダーの機能を実現するためにTricorder X Prizeが開催される。これまでにAnsari X PrizeやGoogle Lunar X Prizeを主催してきたXプライズ財団による主催で「ヘルスケアを手のひらに」というキャッチフレーズで各チームが製作した重量2.3kg未満の診断装置の機能と性能を競う競技でクアルコムがメインスポンサーを務める。開発途上国における医療従事者の慢性的な不足とアメリカの膨張する医療の抑制が開催の動機となっていて診断の技能を不要とし、健康評価を消費者の日常の一部とすることを目的としており、信頼性のある診断を個人で実施可能なように、精密診断技術の技術革新と統合を企図する。単に「技術」に留まらず、「規制」「ビジネスモデル」「社会資本」における既成概念の打破を企図しており、2011年5月10日に発表され、優れた携帯式の診断装置の開発チームへの賞金総額は$1000万ドルで、優勝チームに700万ドル、準優勝チームに200万ドル、3位のチームに100万ドルがそれぞれ授与される。